# باول دي. مكغوان
باول دي. مكغوان هو سياسي أمريكي، ولد في 8 أبريل 1947 في نورث أتلبورو في الولايات المتحدة، وتوفي في 28 يوليو 2014 في كابي نيديك في الولايات المتحدة. نشط حزبياً في الحزب الديمقراطي. وقد انتخب عضو مجلس نواب مين ‏.